# Grmek
Grmek je 603. najpogostejši priimek v Sloveniji, ki ga je po podatkih Statističnega urada Republike Slovenije na dan 1. januarja 2013 uporabljalo oseb 498 oseb. 

## Znani nosilci priimka
- Alfonz Grmek - Izidor (1907—1992), politični delavec
- Anton Grmek (1868—1937), učitelj
- Ciril Grmek (1905—1944), član organizacije TIGR
- Iztok Grmek, diplomat
- Jadranka Grmek, arhitektka
- Karla Grmek (1864—1924), učiteljica, igralka in narodna delavka v Trstu
- Milena Ivanuš Grmek (*1959), pedagoginja, didaktičarka, univ. prof.
- Petra Grmek Green, oblikovalka tekstila v Londonu
- Tatjana Grmek Martinjaš, zdravnica
- Zora Grmek (1919—1944), članica organizacije TIGR